# Atacames
Atacames ist eine Kleinstadt und die einzige Parroquia urbana („städtisches Kirchspiel“) im Kanton Atacames der ecuadorianischen Provinz Esmeraldas. Verwaltungssitz von Parroquia und Kanton ist die gleichnamige Stadt. Die Parroquia Atacames
hat eine Fläche von 105,4 km². Die Einwohnerzahl betrug beim Zensus 2010 16.855. Davon lebten 15.463 Einwohner in der Stadt Atacames.

## Lage
Die 6 m hoch gelegene Stadt Atacames befindet sich an der Pazifikküste im Nordwesten Ecuadors. Sie befindet sich knapp 25 km westsüdwestlich der Provinzhauptstadt Esmeraldas an der Mündungsbucht des Flüsschens Río Atacames. Die Fernstraße E15 (Esmeraldas–Manta) führt an Atacames vorbei. Die Parroquia besitzt einen knapp 5 km langen Küstenabschnitt und reicht etwa 15 km ins Landesinnere.
Die Parroquia Atacames grenzt im Osten an die Parroquia Tonsupa, im Südosten an die Parroquia Tabiazo (Kanton Esmeraldas), im Süden und im Westen an die Parroquia La Unión sowie im Nordwesten an die Parroquia Súa.

## Allgemeines
Atacames ist ein traditioneller Fischerort, der sich in den letzten drei Jahrzehnten zum bekanntesten Badeort Ecuadors neben Salinas entwickelt hat. Er wird hauptsächlich in den Ferienmonaten der Andenregion von Ecuadorianern stark frequentiert. Auch Gäste aus dem nahegelegenen Kolumbien sind anzutreffen. Unter ausländischen Touristen gilt Atacames als Aussteigerort.
Am Strand von Atacames reihen sich 30 Bars und Kneipen aneinander, die sich einerseits in den Gebäuden an der Uferpromenade, andererseits in Ständen am Strand befinden.
Der Kanton Atacames umfasst neben Atacames die Orte La Unión, Súa, Tonchigüe und Tonsupa. Letztere drei sind ebenfalls Fischerdörfer mit Sandstränden, deren Ambiente im Vergleich zu Atacames ruhiger ist.

## Geschichte
Der Ort geht auf eine Gründung aus dem Jahr 1543 zurück. Am 21. Januar 1832 wurde die Parroquia rural unter dem Namen „Santa Rosa de Atacames“ gegründet. 159 Jahre später, am  21. November 1991, wurde schließlich der Kanton Atacames eingerichtet und Atacames wurde dessen Verwaltungssitz (cabecera cantonal) und eine Parroquia urbana. Anfang der 90er Jahre wurde die alte Fußgängerbrücke aus Holz, die vom Stadtzentrum über den Río Atacames zum Strandviertel führt, durch eine Stahlkonstruktion ersetzt. Ende der 90er wurde der Strandweg befestigt und an diesem einige größere Hotels errichtet.

## Galerie

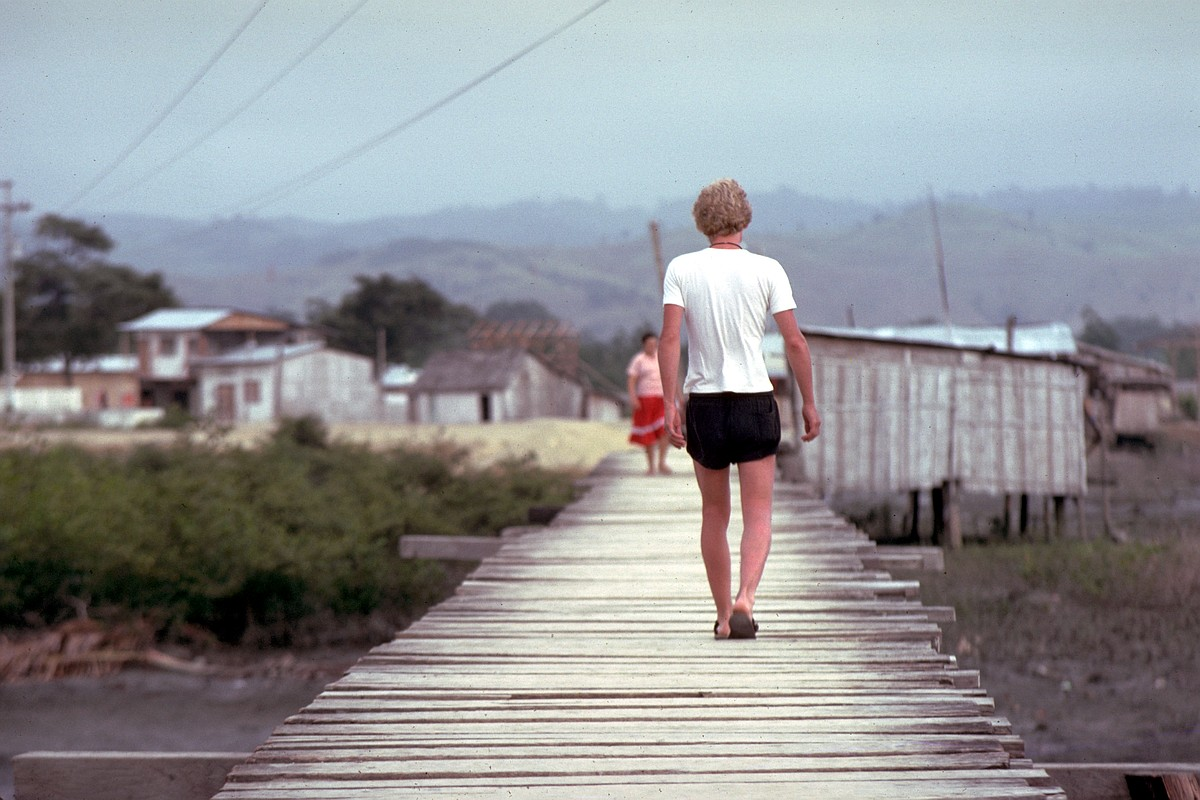
Brücke vom Strand zum Dorf, 1979
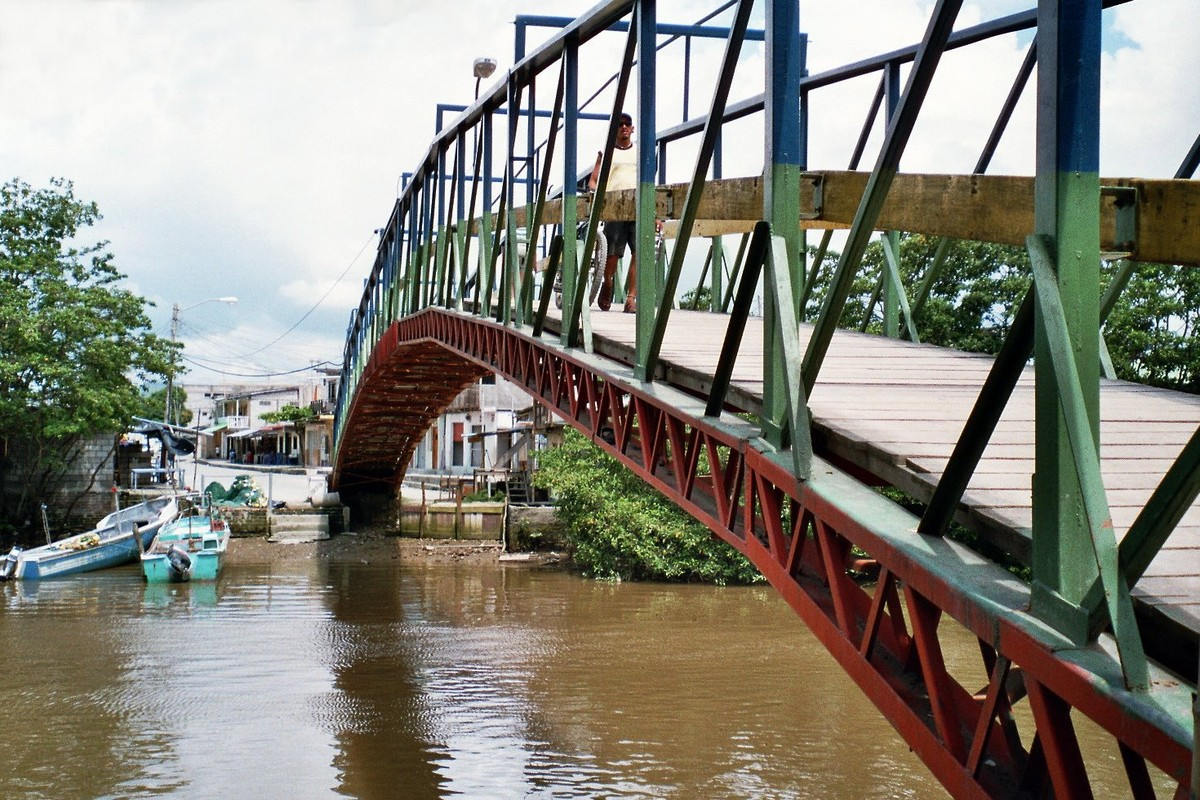
Brücke vom Strand zum Dorf, 2005
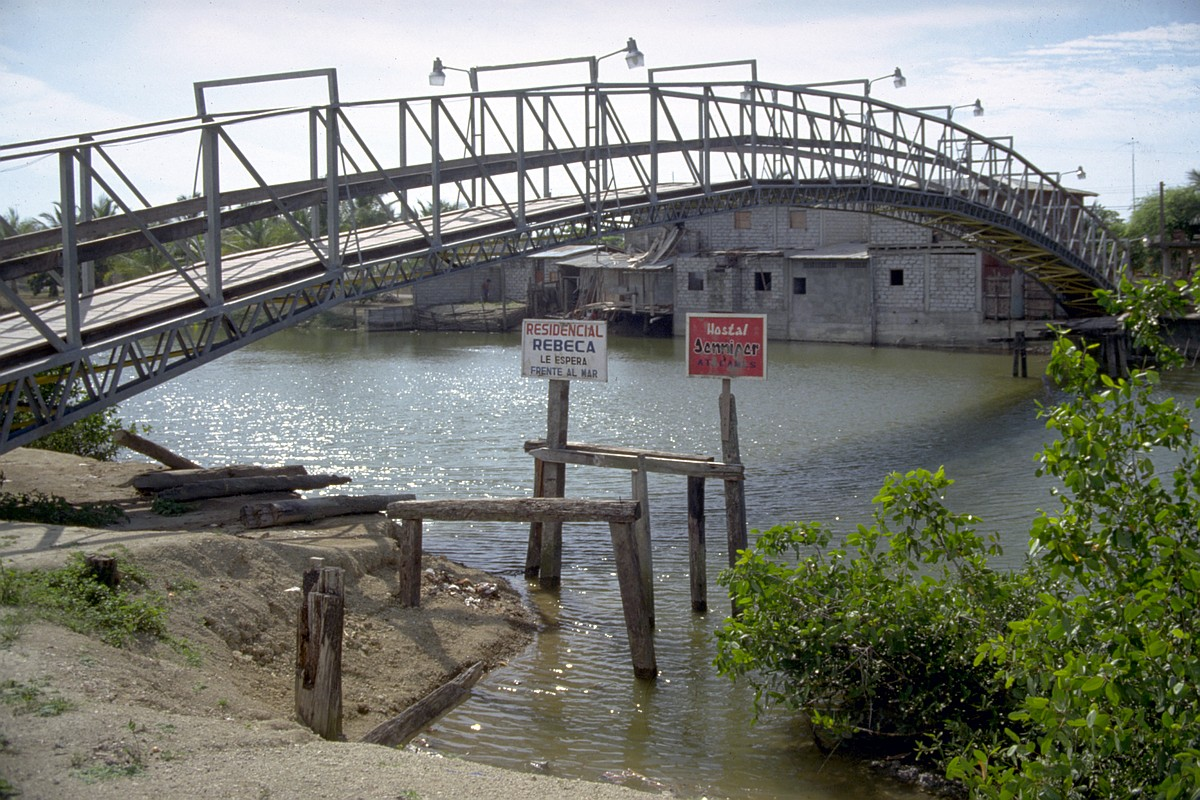
Brücke vom Dorf zum Strand, 1991
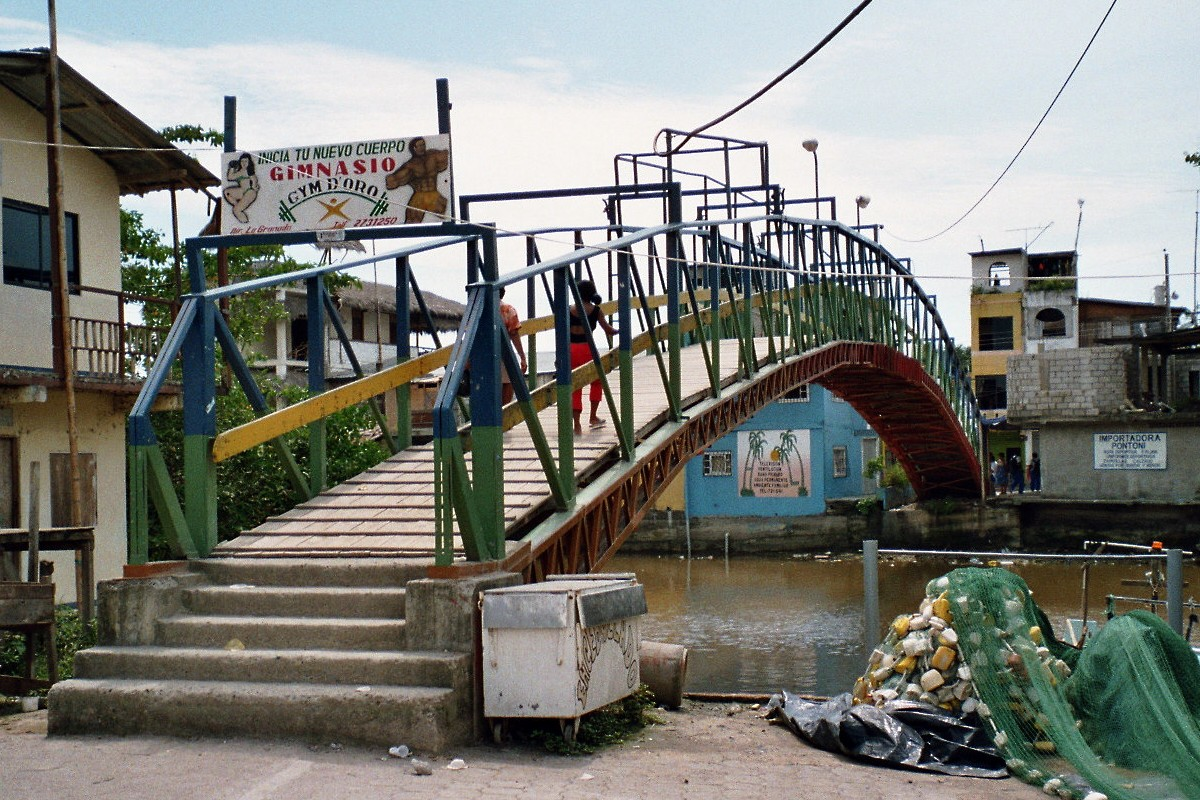
Brücke vom Dorf zum Strand, 2005
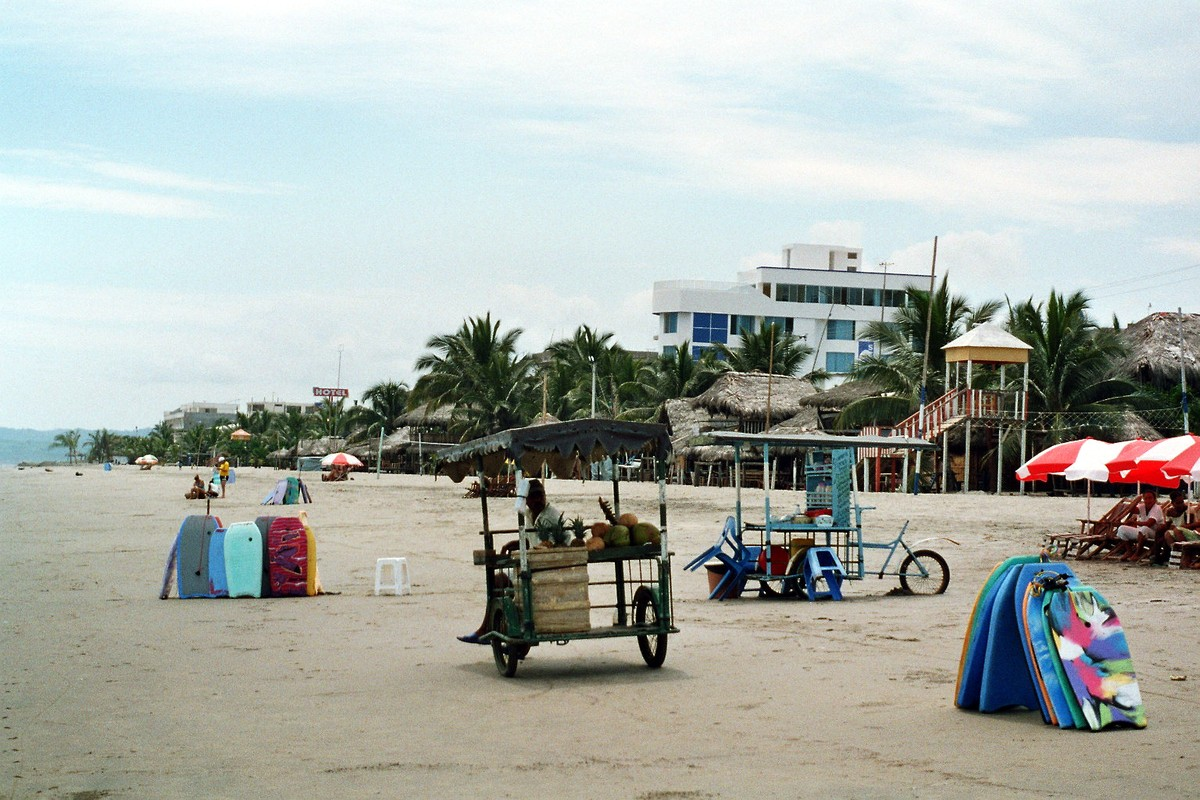
Strandszene mit ambulanten Verkäufern
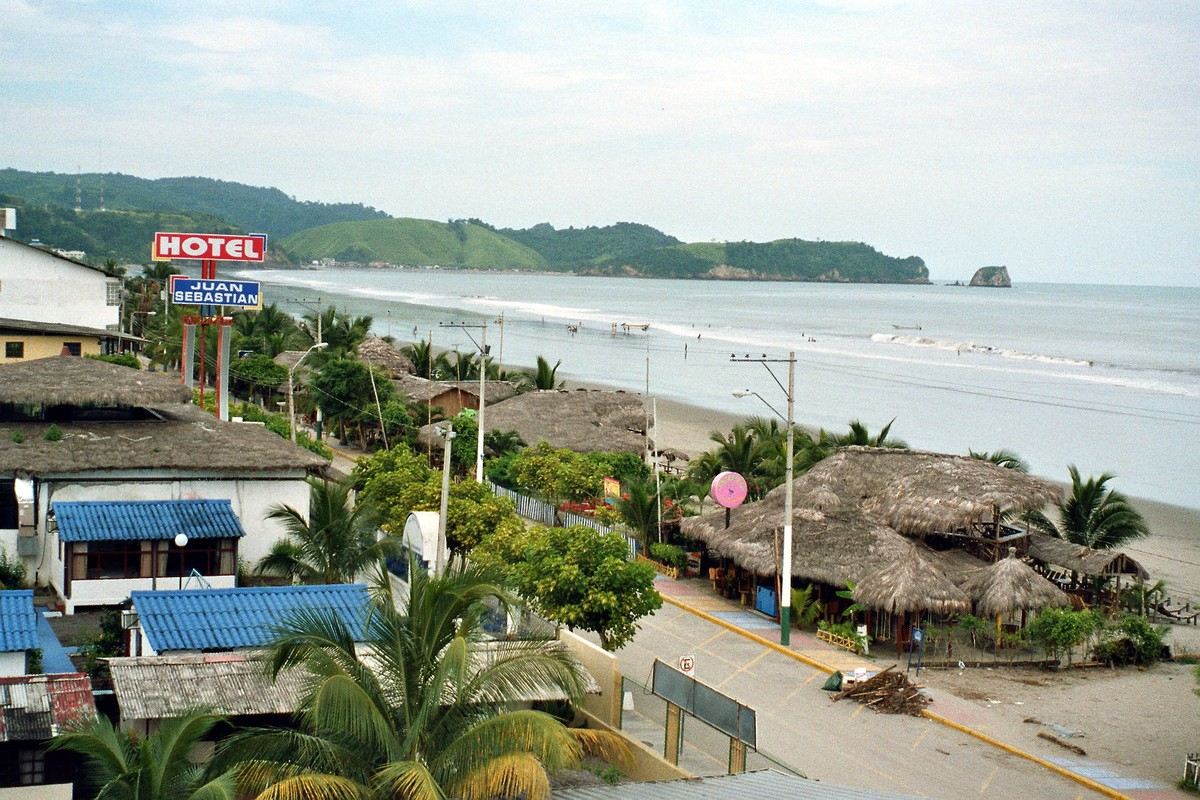
Strandrestaurants, im Hintergrund Súa
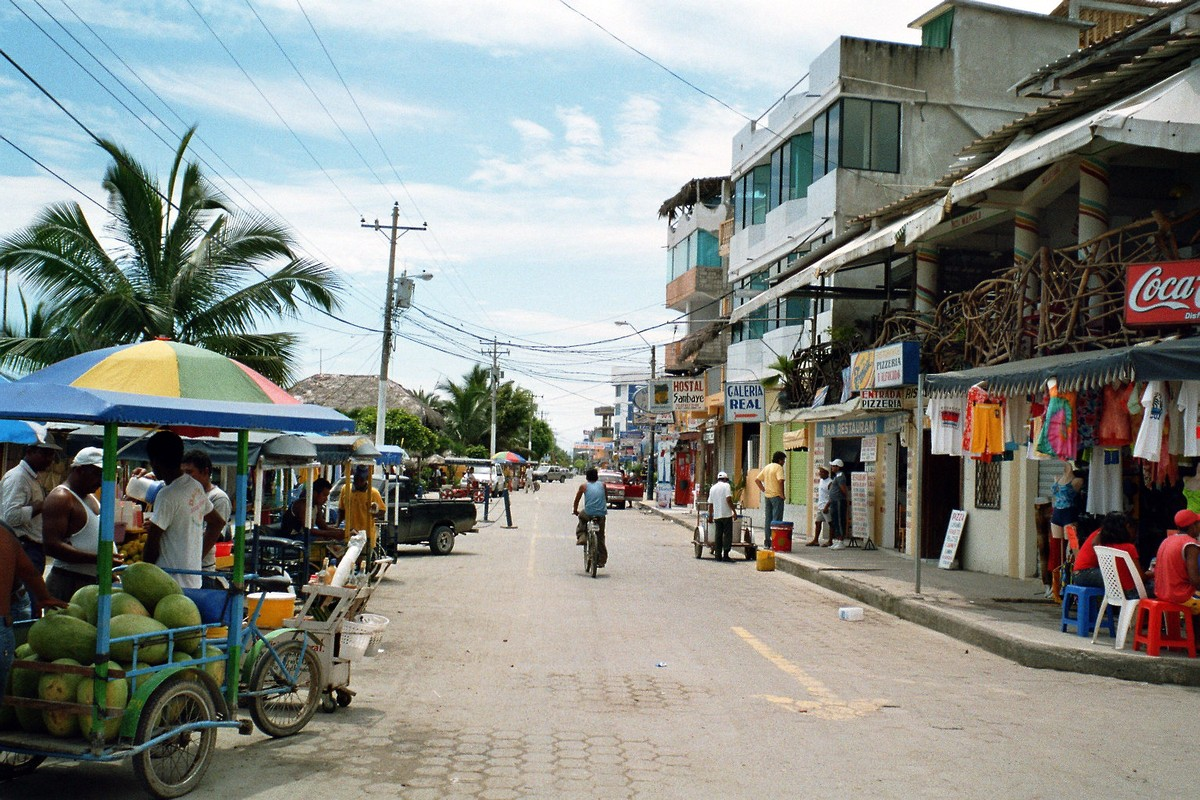
Strandstraße Richtung Nordosten
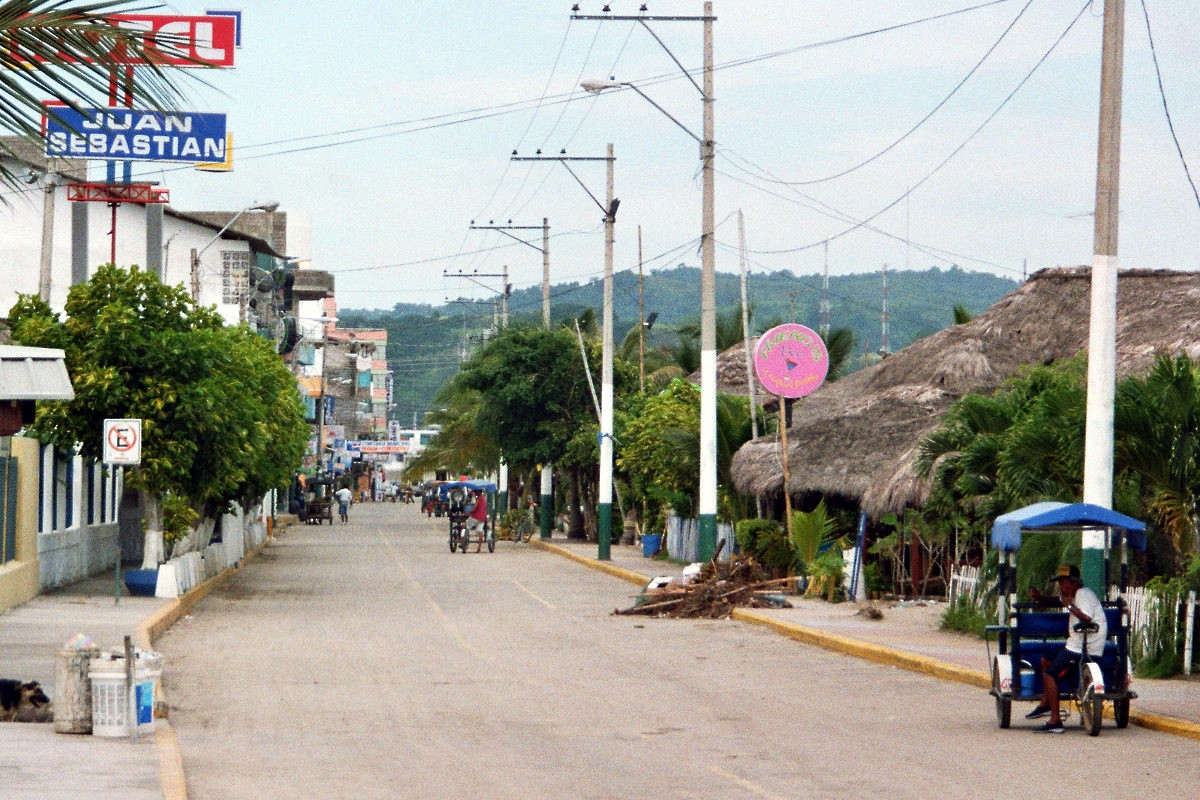
Strandstraße Richtung Südwesten